# AGOVV in het seizoen 1964/65
Het seizoen 1964/1965 was het 11e jaar in het bestaan van de Apeldoornse betaaldvoetbalclub AGOVV. De club kwam uit in de Tweede divisie A en eindigde daarin op de tweede plaats, dit hield in dat de club mee mocht doen in de promotiecompetitie. Deze werd op de vierde plaats afgesloten. Tevens deed de club mee aan het toernooi om de KNVB beker, hierin werd in de eerste ronde verloren van Veendam (2–3).

## Wedstrijdstatistieken

### Tweede divisie A
|       | Cambuur | EDO   | De Graafschap | Haarlem | Heerenveen | Hilversum | PEC   | RCH   | Tubantia | Vitesse | Wageningen | FC Zaanstreek | ZFC   | Zwartemeer | Zwolsche Boys |
| ----- | ------- | ----- | ------------- | ------- | ---------- | --------- | ----- | ----- | -------- | ------- | ---------- | ------------- | ----- | ---------- | ------------- |
| Thuis | 0 – 0   | 6 – 2 | 4 – 2         | 2 – 1   | 1 – 3      | 0 – 1     | 5 – 2 | 3 – 1 | 3 – 3    | 1 – 0   | 1 – 2      | 1 – 0         | 3 – 1 | 2 – 1      | 2 – 0         |
| Uit   | 4 – 2   | 2 – 3 | 0 – 1         | 3 – 0   | 1 – 0      | 1 – 4     | 0 – 1 | 3 – 0 | 2 – 4    | 2 – 2   | 1 – 1      | 0 – 1         | 1 – 1 | 1 – 1      | 1 – 1         |

### Promotiecompetitie
| Speelronde 1                                                                                       | D.F.C.                                | 2 – 1 (1 – 0) | AGOVV                                                                                      |
| 16 mei 1965 Plaats: Dordrecht Krommedijk Toeschouwers: 10.000 Scheidsrechter: Henk Gennissen       | Jan van Sluijsdam 5' Wim de Kreek 88' |               | 75' Jan Fiechter                                                                           |
| Speelronde 2                                                                                       | AGOVV                                 | 1 – 6 (1 – 6) | Helmondia '55                                                                              |
| 23 mei 1965 Plaats: Apeldoorn Berg & Bos Toeschouwers: 7.000 Scheidsrechter: Lau van Ravens        | Jan Fiechter 11' (pen.)               |               | 1', 38' Gerard van de Kerkhof 4' Van der Weele 40', 42' Cor Clynck 44' Jack van der Schoot |
| Speelronde 3                                                                                       | AGOVV                                 | 0 – 3 (0 – 1) | Xerxes                                                                                     |
| 30 mei 1965 Plaats: Nijmegen Goffertstadion Toeschouwers: 6.000 Scheidsrechter: Gerard van Oostrom |                                       |               | 5' Martin Snoeck 40' (pen.) Piet Kriesch 66' Wim Kleinjan                                  |

### KNVB Beker
| 1e ronde                                    | AGOVV                            | 2 – 3 (2 – 3) | Veendam                                 |
| 4 oktober 1964 Plaats: Apeldoorn Berg & Bos | Nico Temming 16' Jan Brouwer 20' |               | 22' Jetze Pascal 32', 44' Johan Beuvink |

## Statistieken AGOVV 1964/1965

### Eindstand AGOVV in de Nederlandse Tweede divisie A 1964 / 1965
| Stand | Gespeeld | Gewonnen | Gelijk | Verloren | Punten | Doelpunten voor | Doelpunten tegen |
| ----- | -------- | -------- | ------ | -------- | ------ | --------------- | ---------------- |
| 2e    | 30       | 16       | 7      | 7        | 39     | 56              | 41               |

### Topscorers
| #      | Naam            | Goal |
| ------ | --------------- | ---- |
| 1.     | Tibor Lőrincz   | 15   |
| 2.     | Wim Bleijenberg | 13   |
| 3.     | Jan Fiechter    | 7    |
| 3.     | Frans Stallen   | 7    |
| 5.     | Jan Brouwer     | 5    |
| 5.     | A.J. van Schaik | 5    |
| 7.     | Nico Temming    | 2    |
| 7.     | Jaap Vellekoop  | 2    |
| Totaal | Totaal          | 56   |

| #      | Naam         | Goal |
| ------ | ------------ | ---- |
| 1.     | Jan Fiechter | 2    |
| Totaal | Totaal       | 2    |

| #      | Naam         | Goal |
| ------ | ------------ | ---- |
| 1.     | Jan Brouwer  | 1    |
| 1.     | Nico Temming | 1    |
| Totaal | Totaal       | 2    |